# Magánhangzó-harmónia
A hangtanban használt magánhangzó-harmónia terminus több szótagú szó összes magánhangzójára vonatkozó hasonulási jelenséget nevez meg, amely abban áll, hogy a szótő magánhangzóit egy vagy néhány bizonyos vonás jellemzi, és olyan toldalékváltozatokat, valamint olyan esetleg szükséges kötőhangzókat vesz fel, amelyek ugyanazzal/ugyanazokkal a vonással/vonásokkal rendelkeznek. Ez jellemző például a finnugor nyelvekre (magyar, finn, észt stb.) és a török nyelvekre (török, kazak stb.).

## A magyar nyelvben
A magyarban a magánhangzó-harmónia elsősorban a magánhangzók két, a képzési helyük szerinti kategóriába tartozása szerint valósul meg. Ezek egyike az elöl képzetteké: i, í, e, é, ö, ő, ü, ű, a másik a hátul képzetteké: a, o, ó, u, ú. Ezek az elnevezések viszonylag újkeletűek. Használja őket például Siptár (2006), valamint Kálmán és Trón (2007). Hagyományosan a zenéből átvett, a hangszínre vonatkozó terminusokat használnak: az elöl képzetteknek a „magas” felel meg, a hátul képzetteknek pedig a „mély”. Előfordulnak még az elöl képzettekre a „palatális” vagy „világos”, a hátul képzettekre pedig a „veláris” vagy „sötét” jelzők. Az á magánhangzónak sajátos a helyzete. Elöl képzett ugyan, de közelebb áll a hátul képzettekhez, mint a többi elöl képzett, és analóg módon az elölképzett é-vel, amely az ugyancsak elöl képzett e-vel váltakozik (pl. kéz/kezek), az á a hátul képzett a-val váltakozik (pl. nyár/nyarak), ezért a magánhangzó-harmónia szempontjából a hátul képzettek közé tartozik.
A magyar szótövek többsége, főleg a régiek és a viszonylag régen a nyelvbe került jövevényszavak ún. egyféle hangrendűek, azaz a magánhangzóik vagy mind elöl képzettek (pl. fehér, idő, gyümölcs), vagy mind hátul képzettek (pl. kutya, álom). Vannak ún. vegyes hangrendű régi szavak is (pl. leány, béka, csikó), de főleg viszonylag nem régen a nyelvbe került (francia) jövevényszavak ilyenek (pl. sofőr, kosztüm, allűr, attitűd).
A legtöbb szuffixum típusú toldaléknak és a kötőhangzóknak két változata van: az egyik elöl képzett mássalhangzóval, a másik hátul képzettel, hogy harmonizáljanak a szó többi magánhangzójával, hagyományos terminussal szólva illeszkedjenek hozzájuk. Ilyenek például a -ban/-ben, -ó/-ő, -ú/-ű toldalékok. Toldalékilleszkedési példák: házban, kertben; váró, kérő; lábú, fejű.
Vannak három változatú toldalékok is, például -hoz/-hez/-höz. A harmadik változat is elöl képzett magánhangzós, ugyanakkor az ajkak állása szerint ajakkerekítéses (vagy labiálisnak nevezett) is, és olyan szótövekhez járul, amelyek egyedüli vagy utolsó magánhangzója is elöl képzett és ajakkerekítéses. Példák ezzel a toldalékkal: házhoz, kerthez, földhöz.
Nem mindegyik toldalék harmonizálhat, mivel egyeseknek csak egyetlen változatuk van, pl. -ért, -kor, -nék: lábért, négykor, mosakodnék.
A vegyes hangrendű szavak esetében a toldalékok harmonizálása nem egységes. A toldalék az utolsó szótag magánhangzójával harmonizál, ha az hátul képzett (leányról, bíróság). Ha az utolsó szótagban ö, ő, ü vagy ű van, akkor a toldalék elöl képzett magánhangzós: sofőrrel, kosztümben. Egyéb esetekben ingadozás van, olyan értelemben is, hogy egyes szavakhoz két toldalékváltozat járulhat: kocsiban, kávéban, Athénben vagy Athénban, Ágnessel vagy Ágnessal.
Az utolsó szótagbeli i, í és é semlegesek a harmónia szempontjából: röviden, de papíron; örménynek, de tányérnak; keveréket, de maradékot. Szende és Kassai (2001) szerint egyszótagú szavakban is semlegesek: hírek, de hidak; bérek, de célok, héjak. A kevés kivételes szavak közé tartozik a szil: növénynévként magas hangrendűként viselkedik (szilek), de a kisalföldi Szil község nevében mély hangrendű i szerepel és a név akként is ragozódik (pl. Szilban).
Összetett szavak nem számítanak vegyes hangrendűeknek, ha az utolsó tagjuk nem ilyen hangrendű. A toldalékok ezzel harmonizálnak: hadseregben, zenekarhoz.
Szende és Kassai (2001) a magánhangzó-harmóniához közelálló jelenséget lát a mutató névmások és bizonyos helyhatározószók esetében ezek közelségre, ill. távolságra utaló jellege és alakjuk elöl képzett magánhangzós, ill. hátul képzett magánhangzós volta közötti összefüggésben: ez/az, itt/ott, ide/oda.

## A finn nyelvben
A magánhangzó-harmónia legáltalánosabb szabálya a finn nyelvben is ugyanazokba a kategóriákba tartozó magánhangzókra vonatkozik, mint a magyarban: ä, ö, y (elöl képzettek) és a, o, u (hátul képzettek), de az elöl képzett e és az i ebben a nyelvben is semleges, megtalálható lévén egyazon szóban mindkét kategóriába tartozó magánhangzókkal együtt. Példa a magyar -ban/-ben rag megfelelőjével: metsässä ’erdőben’, talossa ’házban’.

## A török nyelvben
A török nyelvben is elöl képzettekre és hátul képzettekre oszlanak a magánhangzók a harmónia szempontjából. Például a főnevek többes száma a -ler/-lar toldalékkal alakul: evler ’házak’, atlar ’lovak’.